# Друг здравия
«Друг здравия» — медицинская («народно-врачебная») газета, выходившая на русском языке в столице Российской империи городе Санкт-Петербурге с 1833 по 1869 год еженедельно, «под ведением медицинского начальства», т.к. выпуск данного периодического печатного издания стал возможен только благодаря большой субсидии от российского правительства. Издателем газеты являлся доктор медицины Кондратий Иванович Грум-Гржимайло. Редактором «Друга здравия» был Яков Алексеевич Чистович.
Газета занималась почти исключительно медицинской тематикой, статьи в ней, как правило, были посвящены профилактике, диагностике и лечению различных болезней; описывались случаи из реальной врачебной практики, много внимания уделялось фармакологии и правилам приёма лекарственных препаратов. Существенное место занимали переводы из иностранной медицинской периодики. Помимо этого, Общество русских врачей регулярно размещало в «Друге здравия» протоколы своих заседаний.
В библиографическом разделе газеты «Друг здравия» рассказывалось о переизданиях и новинках в медицинской литературе (в основном европейской).
В газете «Друг здравия» размещали свои статьи такие известные в медицинских кругах авторы как И. И. Александров, Е. Ф. Аристов, С. В. Гиренко, В. А. Караваев, Е. Н. Смельский, А. Ф. Старцев, А. Я. Щербаков, О. В. Янковский, И. А. Яроцкий и др.